# 이동권 (1957년)
이동권(李東權, 1957년 8월 5일~)은 대한민국의 정치인이다. 제6대 울산광역시 북구청장(2018. 7.~2022. 6.)을 지냈다.

## 학력
- 1964~1970 농소국민학교 졸업(42회)
- 1970~1973 농소중학교 졸업(19회)
- 1973~1976 울산고등학교 졸업(20회)
- 동아대학교 법과대학 법학 학사
- 1988 동아대학교 대학원 법학 석사
- 2000~2002 고려대학교 대학원 법학 박사

## 경력
- 2012.10: 대통령실 국민권익비서관
- 대통령실 민정수석실 공직기강비서관실 감찰팀장(고위공무원2급)
- 대통령경호실 부장
- 경찰청·서울지방경찰청 근무
- 서울특별시청 비서실 근무(파견)
- 호서대학교 경호학과 초빙교수
- 호남대학교 경찰학과 초빙교수
- 한국도로교통공단 이사(비상임)
- 2017. 9.~ 민주평화통일자문회의 울산북구협의회 회장
- 호남대학교 경찰학과 초빙교수
- 더불어민주당 중앙당 정책위 부위원장
- 2018. 2.~ 더불어민주당 울산광역시당 민생치안안전특별위원회 위원장
- 더불어민주당 울산북구지역발전위원회 위원장
- 2018. 7.~2022. 6. 제6대 울산광역시 북구청장(민선 7기, 더불어민주당, 초선)
- 2024. 5.~ 더불어민주당 울산광역시당 북구 지역위원회 위원장

## 역대 선거 결과
|  | 45.55% |

|  | 40.02% |